# HD 47475
HD 47475 är en ensam stjärna i den södra delen av stjärnbilden Duvan. Den har en skenbar magnitud av ca 6,34 och kräver åtminstone en handkikare för att kunna observeras. Baserat på parallax enligt Gaia Data Release 2 på ca 1,9 mas, beräknas den befinna sig på ett avstånd på ca 1 720 ljusår (ca 528 parsek) från solen. Den rör sig bort från solen med en heliocentrisk radialhastighet på ca 16 km/s.

## Egenskaper
HD 47475 är en orange till gul ljusstark jättestjärna av spektralklass K0 II, som har förbrukat förrådet av väte i dess kärna och lämnat huvudserien. Den har en massa som är ca 4 solmassor, en radie som är ca 46 solradier och har ca 943 gånger solens utstrålning av energi från dess fotosfär vid en effektiv temperatur av ca 4 700 K.